# Joppa acutipyga
Joppa acutipyga là một loài tò vò trong họ Ichneumonidae.